# Memoriale sovietico (Tiergarten)

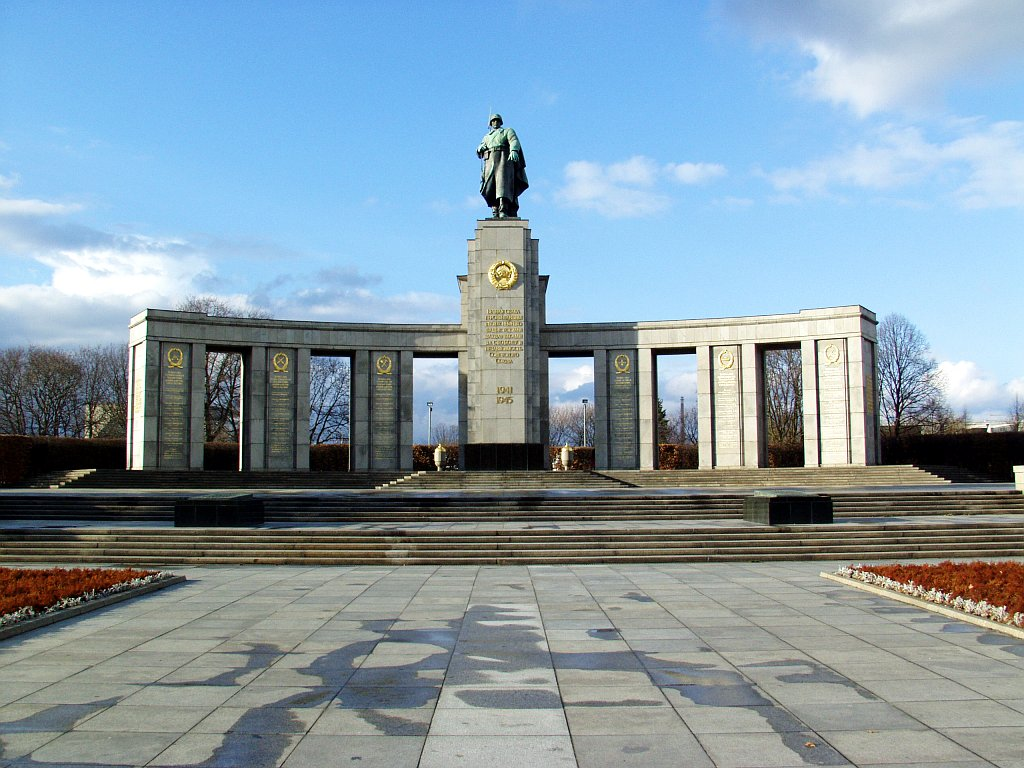
Il Sowjetisches Ehrenmal

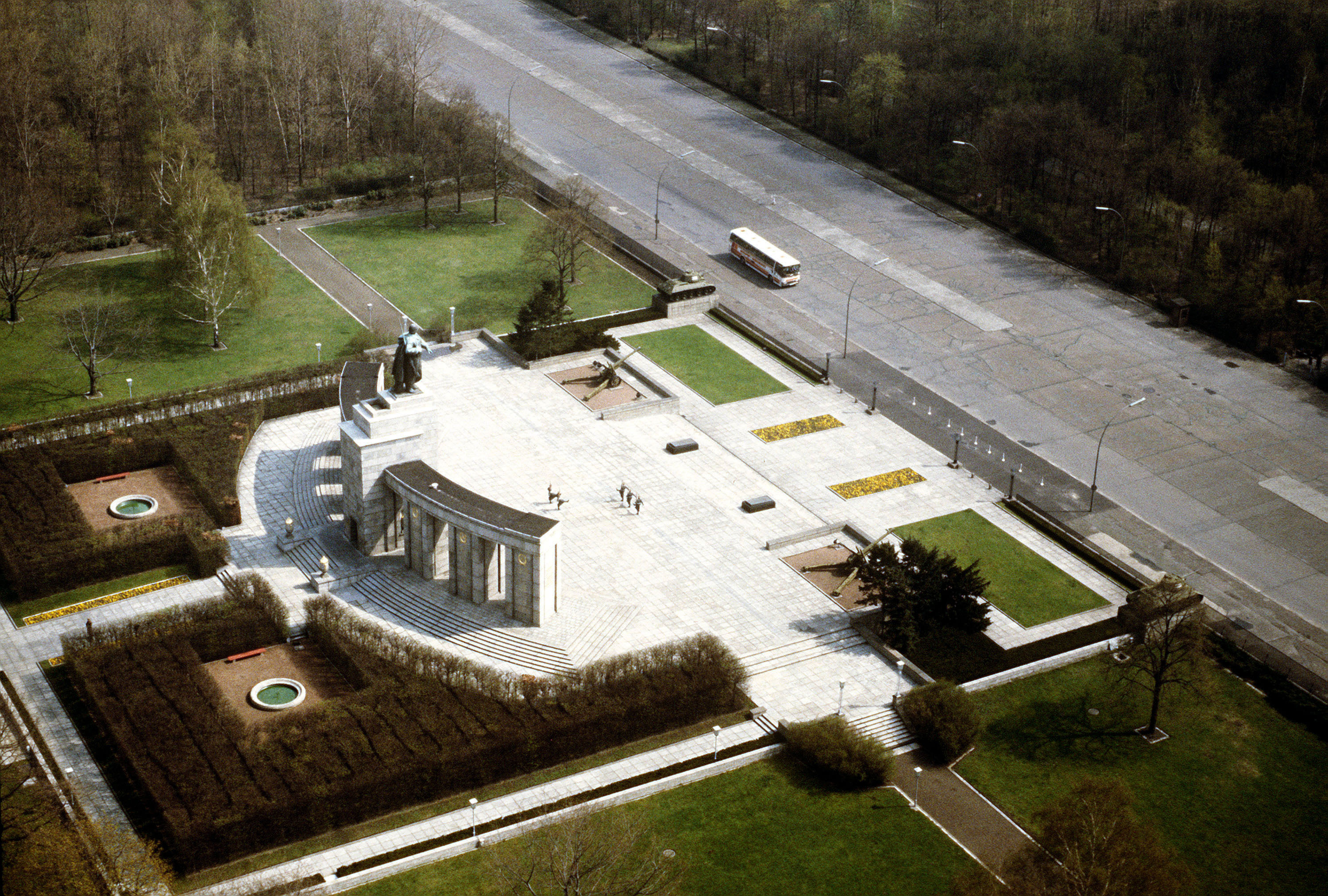
Vista aerea (1983)

Il Sowjetisches Ehrenmal ("Memoriale per i soldati sovietici") è un imponente monumento di Berlino. Si trova lungo la Straße des 17. Juni, a circa 200 metri dalla Porta di Brandeburgo.

## Storia

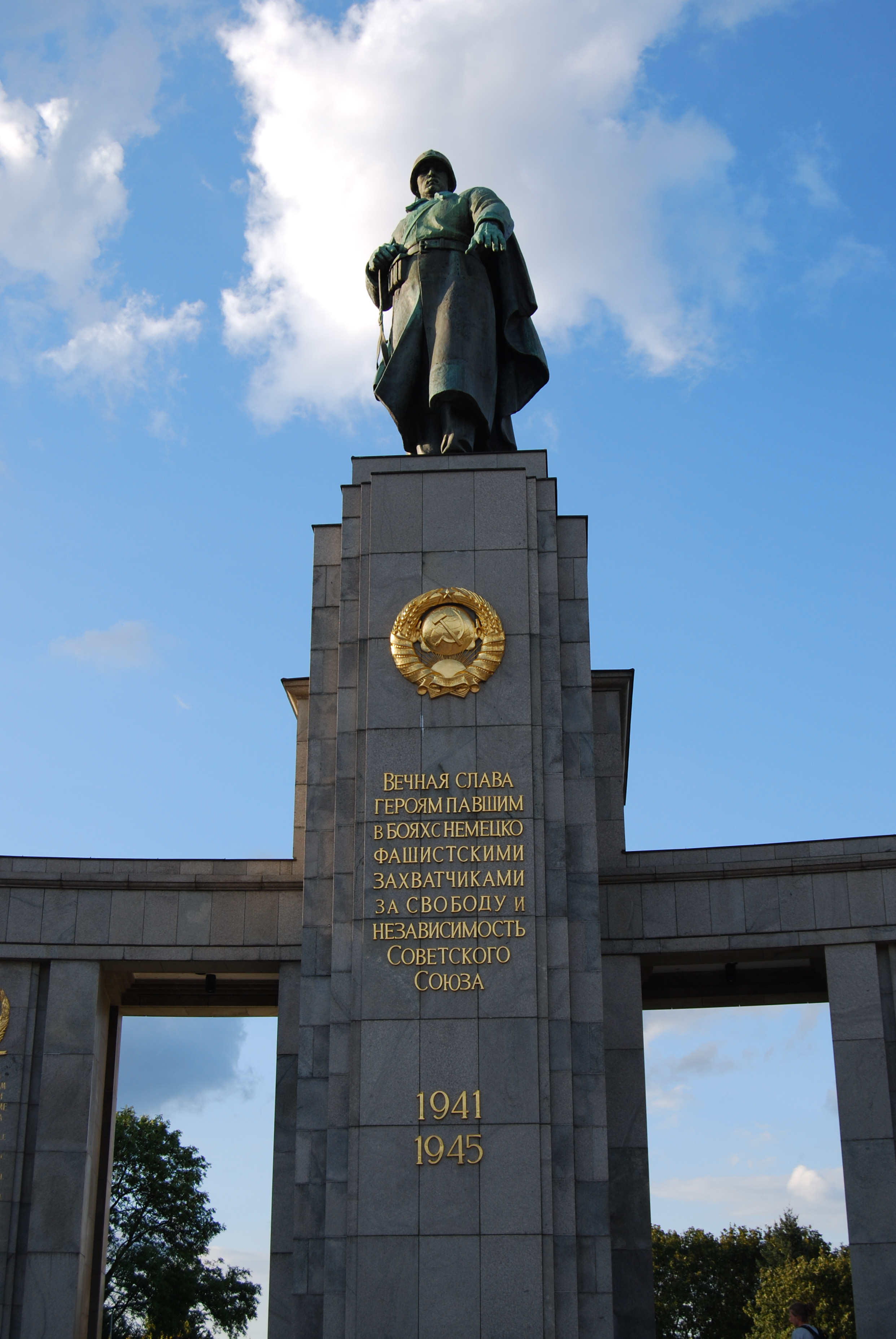
Iscrizione in russo sulla colonna centrale del monumento per la vittoria dell'Unione Sovietica nella seconda guerra mondiale

Fu inaugurato il 7 novembre 1945, in occasione dell'anniversario della Rivoluzione Russa, per commemorare i soldati sovietici caduti durante la battaglia di Berlino. La colonna fu progettata da Nicolai W. Sergijewski.
Sulla colonna centrale del monumento campeggia la scritta "Вечная слава героям павшим в боях с немецко фашистскими захватчиками за свободу и независимость Советского Союза", tradotto "Gloria eterna agli eroi caduti in battaglia con gli invasori fascisti tedeschi per la libertà e l'indipendenza dell'Unione Sovietica".
Ancora oggi circola la leggenda secondo la quale il memoriale sarebbe stato realizzato riciclando il marmo ottenuto dallo smantellamento della Nuova Cancelleria del Reich costruita da Albert Speer per Hitler. L'idea di un tale riutilizzo dalla forte carica simbolica continua a risultare affascinante. In realtà le prove documentali dimostrano una diversa e più prosaica origine del materiale, peraltro di qualità diversa dal marmo impiegato nella Cancelleria.
La figura in bronzo in cima alla colonna fu realizzata da Lew Kerbel. La colonna è affiancata ai lati dai primi due carri armati entrati nella città. Il monumento ospita anche un cimitero per circa 2.500 caduti sovietici.